# الصاتي
الصاتي قرية سوريّة تتبع إداريّاً لمحافظة حلب منطقة عفرين ناحية شيخ الحديد، بلغ تعداد سكانها 573 نسمة حسب التعداد السكاني لعام 2004.